# Municipio de Monroe (Nebraska)
El municipio de Monroe (en inglés: Monroe Township) es un municipio ubicado en el condado de Platte en el estado estadounidense de Nebraska. En el año 2010 tenía una población de 164 habitantes y una densidad poblacional de 1,86 personas por km².

## Geografía
El municipio de Monroe se encuentra ubicado en las coordenadas 41°32′1″N 97°38′51″O / 41.53361, -97.64750. Según la Oficina del Censo de los Estados Unidos, el municipio tiene una superficie total de 88.13 km², de la cual 88,11 km² corresponden a tierra firme y (0,01 %) 0,01 km² es agua.

## Demografía
Según el censo de 2010, había 164 personas residiendo en el municipio de Monroe. La densidad de población era de 1,86 hab./km². De los 164 habitantes, el municipio de Monroe estaba compuesto por el 98,17 % blancos, el 1,83 % eran asiáticos. Del total de la población el 0 % eran hispanos o latinos de cualquier raza.